# Mottenkruid
Mottenkruid (Verbascum blattaria) is een tweejarige plant die behoort tot de helmkruidfamilie (Scrophulariaceae). De soortaanduiding blattaria is afgeleid van het Latijnse woord blatta, "mot". Het is een plant van droge, matig voedselrijke grond. De plant komt van nature voor in Eurazië.
De plant wordt 60-120 cm hoog. De stengel is dicht behaard met klierharen evenals de schutblaadjes. De bladeren zijn kaal of bezet met enkele haren. De gelobde rozetbladeren zijn ongeveer 17 cm lang en 5 cm breed.
Mottenkruid bloeit van juni tot augustus met gele of soms witte  tot 2,5 cm grote bloemen. De basis van de helmdraden heeft een violette beharing. De helmknoppen van de onderste twee meeldraden lopen scheef af. De kelkbladen zijn ook dicht bezet met klierharen. De tot 40 cm lange bloeiwijze is een tros.
De vrucht is een 8 mm lange, bolvormige doosvrucht, die dicht bezet is met klierharen.
De plant wordt ook gebruikt in de siertuin.

## Namen in andere talen

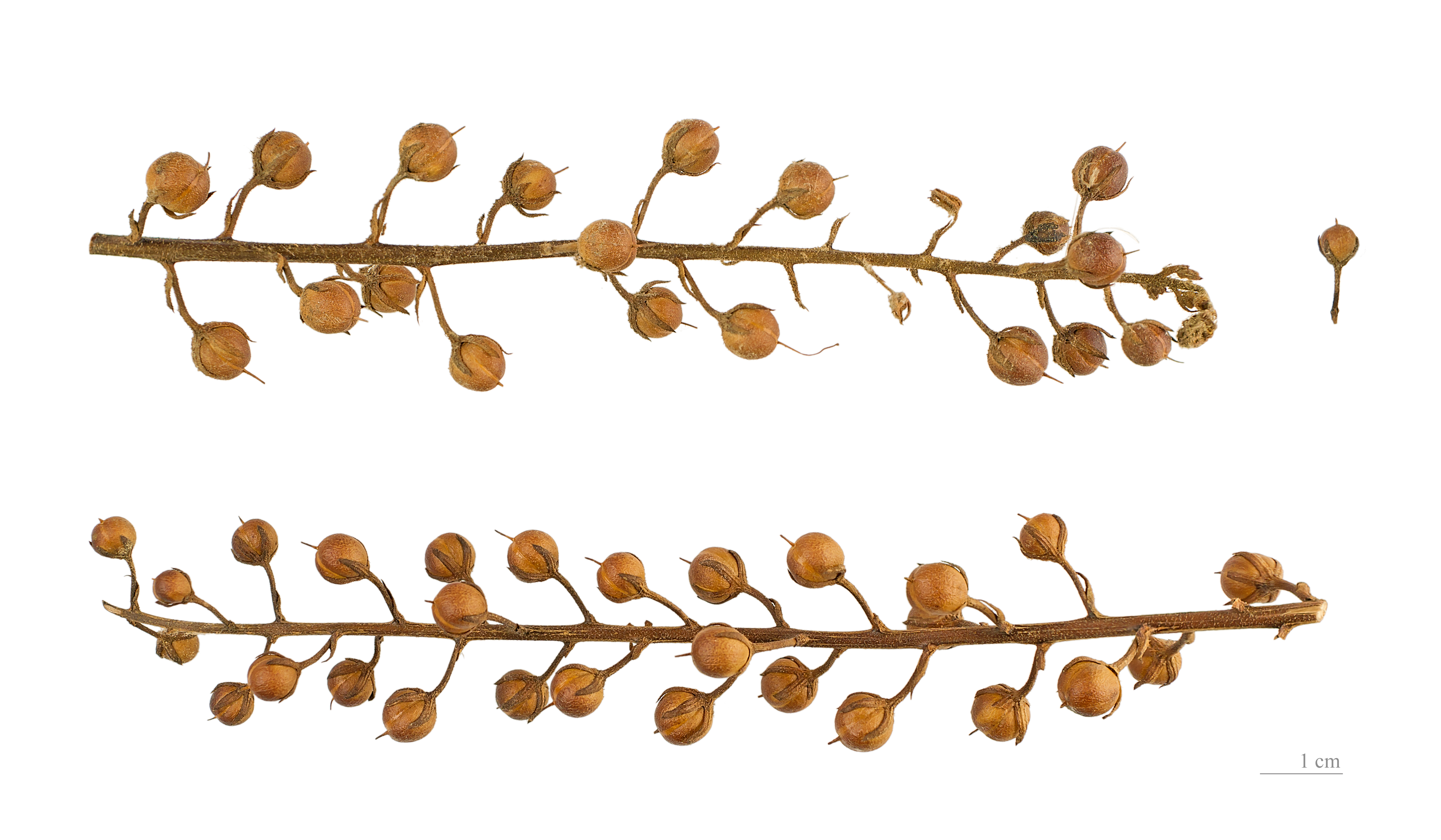
Doosvrucht

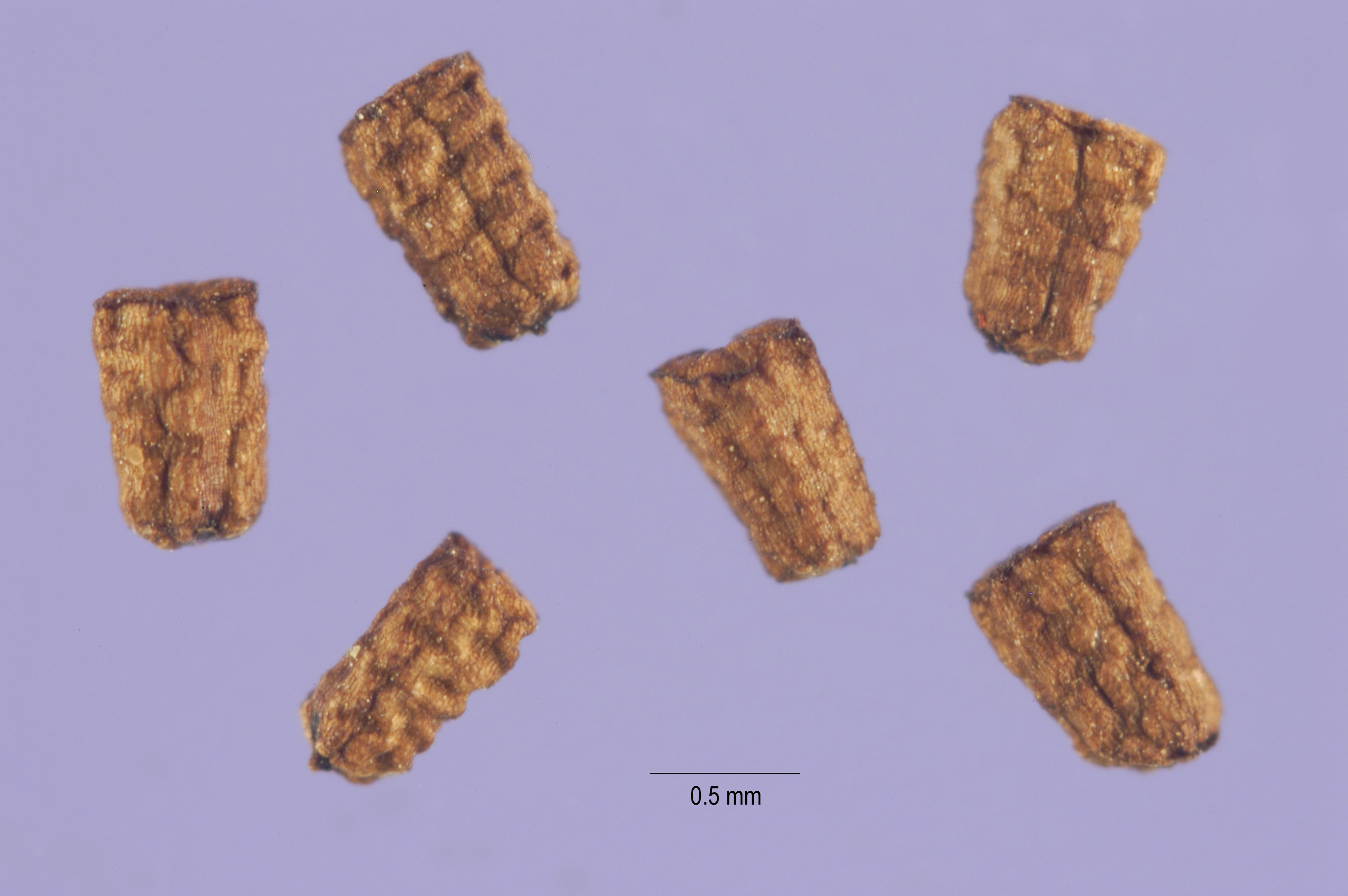
Zaden

- Duits: Schaben-Königskerze
- Engels: Moth Mullein
- Frans: Molène blattaire